# Scea semifulva
Scea semifulva är en fjärilsart som beskrevs av W. Warren 1904. Scea semifulva ingår i släktet Scea och familjen tandspinnare. Inga underarter finns listade.